# Streichquartett Kaunas
Das Streichquartett Kaunas (lit. Kauno styginių kvartetas) ist ein Streichquartett aus Kaunas, der zweitgrößten Stadt Litauens. Das Streichquartett wurde 1981 gegründet. Es war Diplomand bei Wettbewerben in Tallinn (Estland, 1983) und Woronesch (Russland, 1987). Es hatte über 2000 Konzerte in Litauen, Finnland, Norwegen, Polen, Großbritannien, Deutschland, Ungarn, der Schweiz, Tschechien, Argentinien, Chile und Dänemark. Im Repertoire gibt es über 300 Werke. Das Streichquartett nahm 13 CDs auf.
Das Streichquartett probt in der Philharmonie Kaunas.

## Zusammensetzung
Die Musiker sind Karolina Beinarytė (1. Geige), Dalia Terminaitė (2. Geige), Eglė Lapinskė (Alt) und  Saulius Bartulis (Cello).

## Auszeichnungen
- Auszeichnung „Tikra muzika“, 2008
- Preis von Regierung der Republik Litauen, 2012

## Quelle
- Website